# هيروتو يوكي
هيروتو يوكي (باليابانية: 雪江 悠人) (مواليد 9 يونيو 1996) هو لاعب كرة قدم ياباني.

## وصلات خارجية
- هيروتو يوكي على موقع رابطة كرة القدم اليابانية للمحترفين (اليابانية)
- هيروتو يوكي على موقع قاعدة بيانات كرة القدم.إي يو (الإنجليزية)
- هيروتو يوكي على موقع Soccerway.com (الإنجليزية)